# كأس إستونيا 2013–14
كأس إستونيا 2013–14 (بالإستونية: Eesti jalgpalli 2013/2014. aasta karikavõistlused)‏ هو الموسم 22 من كأس إستونيا. أقيم خلال الفترة 28 مايو 2013 وحتى 17 مايو 2014، وأشرف على تنظيمه اتحاد إستونيا لكرة القدم، وكان عدد الأندية المشاركة فيه 112، وفاز فيه ليفاديا تالين.